# Robin Sharma
Robin Sharma est un écrivain canadien.

## Biographie
Robin Sharma naît en Ouganda d'un père physicien et d'une mère enseignante. Il est canadien.
Il écrit sur le leadership et l'épanouissement personnel.
Il dirige Sharma Leadership International Inc., une agence de consulting. 

## Publications
- The monk who sold his Ferrari[3], traduit par Le moine qui vendit sa Ferrari[4]
- Who will cry when you die[3]
- The Leader Who Had No Title[2], traduit par Le leader sans titre[4]
- L’excellence, une attitude à adopter[4]